# Dětřich z Lichtenštejna
Dětřich z Lichtenštejna (německy Dietrich von Liechtenstein, † kolem roku 1192) byl rakouský šlechtic z rodu Lichtenštejnů s původem v Dolním Rakousku. 

## Původ

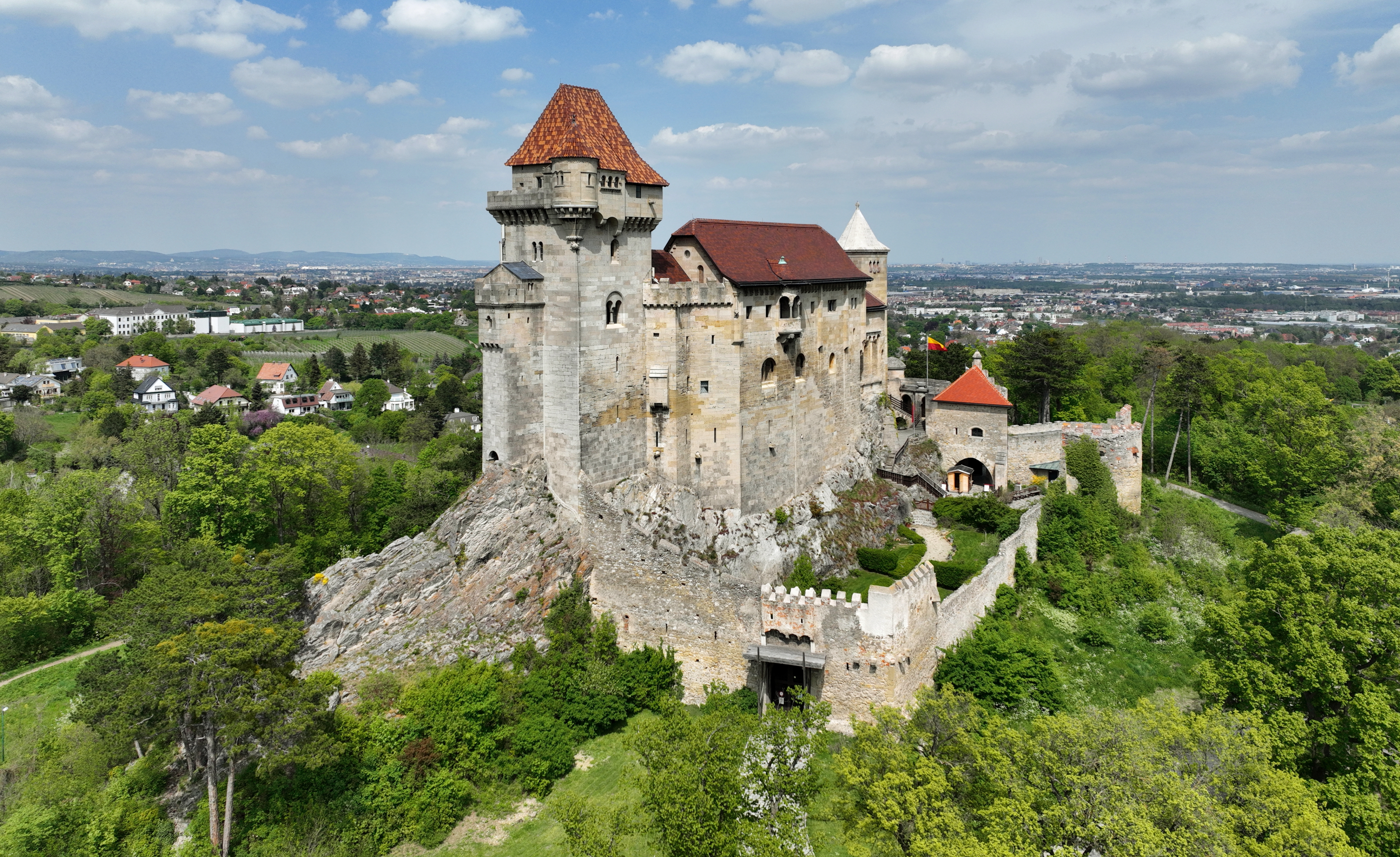
Hrad Liechtenstein v Dolních Rakousích

Rod nese jméno hradu Liechtenstein postaveného Hugem z Petronellu kolem roku 1130 jižně od Vídně.
Dětřich se narodil jako syn Huga z Weikersdorfu († asi 1142 nebo 1156) a jeho manželky, snad šlechtičny ze Schwarzenburg-Neustachu († kolem 1125), dcery a dědičky hraběte Hadericha z Lichtenštejna a Mödlingu. Jeho prarodiči byli Hugo ze Stetteldorf-Leutsorfu († asi 1130) a jeho první manželka Friederun z Waiarnu (* 1099), dcera Zigibota I. hraběte z Mangfalu († asi 1068/asi 1084). 

## Rodina
Dětřich byl ženatý s Virat z Pfaffstettenu, dcerou Alberta z Pfaffstettenu. Manželé měli pět dětí:  
- ? dítě
- Jetřich I. z Lichtenštejna († 12. dubna 1209), ženatý s paní s Guntramsdorfu, dcerou Jindřicha z Guntramsdorfu, měl syna Jindřicha I. (1216 – 1265)
- Wirat z Lichtenštejna († 1192), řádová sestra v Klosterneuburgu
- Rapotto z Lichtenštejna, pán z Petronelu († asi 1196)
- Luitgard z Matzenu? († asi 1195), provdaná za Waldmanna z Holnstein-Pastbergu
- Albert z Lichtenštejna († 5. července 1190), ženatý s Kunigundou († 11. února 1190)
- dcera ?, jeptiška v Klosterneuburgu